# Tællelys
Et tællelys er et lys fremstillet af talg-fedtet fra får. Får var tidligere et meget almindelige husdyr til fremstilling af kød, skind og uld. Restproduktet, talg-fedt, blev formet til en aflang stang med en snoet væge i midten, der giver lys når den tændes.
Tællelyset var før indførelsen af stearin og opfindelsen af elektricitet den mest anvendte lyskilde i 1800-tallet.